# Piaski (Toruń)

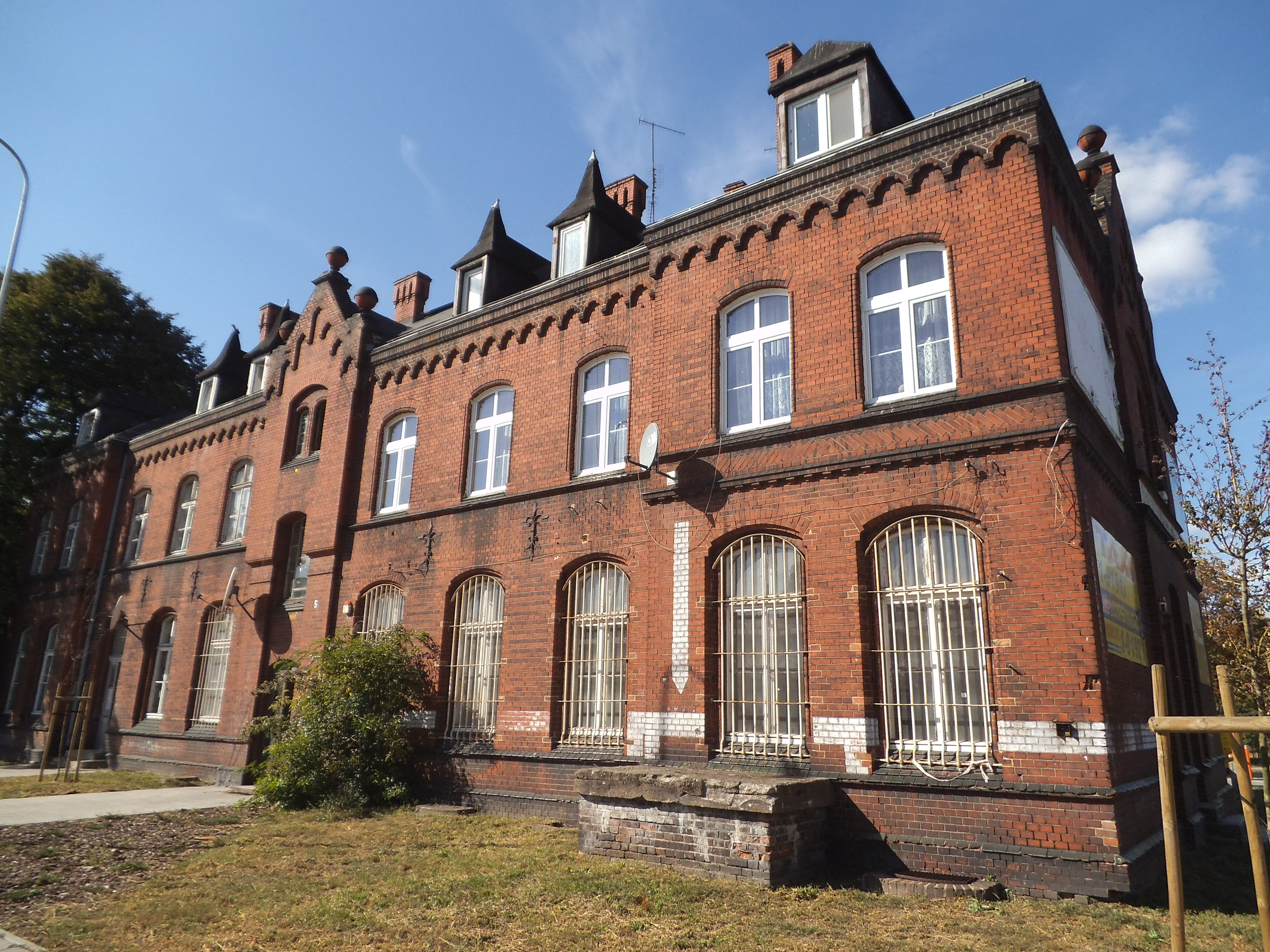
Fragment zabudowy wielorodzinnej w sąsiedztwie dworca Toruń Główny

Piaski (niem. Piask) – część urzędowa Torunia zlokalizowana na lewobrzeżu.

## Historia
Początkowo miejscowość dzieliła się na Małe i Wielkie Piaski. Obszar Wielkich Piasków obejmował rejony ulic: Dybowskiej, Kujawskiej, Poznańskiej i Podgórskiej. Obie rozwijały się w cieniu Podgórza. Granicę między Piaskami a Podgórzem stanowiła struga doprowadzająca i odprowadzająca wodę ze stawów położonych przy klasztorze reformatów. W połowie XIX wieku Małe i Wielkie Piaski połączono w Gminę Piaski, stanowiącą de facto jedną miejscowość. Rozwój Piasków był związany z budową infrastruktury kolejowej w okolicy. Podczas budowy Dworca Głównego pojawiły się pierwsze głosy, by przyłączyć Piaski do Podgórza. W 1902 roku powołano Zweckverband der Gemeinde Podgorz und Piask (pol. Międzykomunalny Związek Współcelowy Podgórz – Piaski), instytucja zajmująca się regulacją form współpracy i kosztów obsługi infrastruktury między Podgórzem a Piaskami. W 1907 roku burmistrz Torunia Georg Kersten wysunął propozycję przyłączenia Piasek do Torunia. Propozycję poparł naczelnik gminy Piaski Eduard Berner. Władze Torunia obiecały budowę drugiego mostu drogowego i nowej stacji kolejowej na lewobrzeżu.
W listopadzie 1908 roku Piaski liczyły 437 mieszkańców. W 1910 roku posesje mieszkańców Piasków przyłączono do wodociągu w Podgórzu.
Od lat 80. XIX wieku do pocz. XX wieku centrum urzędowo-kulturalno-społecznym Piasków była posesja Eduarda Bernera. W skład posesji wchodziły m.in.: hotel, restauracja główna, kilka domów mieszkalnych. Po 1945 roku w kompleksie zamieszkali m.in. repatrianci. Zabudowania Bernera przetrwały do drugiej dekady XXI wieku.
W 1925 roku Podgórz i Toruń ponownie proponowały przyłączenie do siebie wsi Piaski. W 1934 roku miejscowość weszła w skład Podgórza. 1 kwietnia 1938 roku Podgórz włączono do Torunia. W wyniku eksplozji wagonów kolejowych na Podgórzu z 24 stycznia 1945 roku zostały uszkodzone m.in. piętro domu i oficyna piekarni założonej przez Emila Haasa pod koniec XIX wieku oraz budynek mieszkalny (dawniej gospodarczy) należący do rodziny Jaugschów. Po II wojnie światowej w dawnym budynku Jaugschów znajdowała się siedziba Milicji Obywatelskiej oraz mieszkania przydzielone milicjantom. Komisariat III MO funkcjonował do lat 90. XX wieku.
Na skraju Wielkich Piasków (ul. Poznańska 11/13 – Idzikowskiego 1/5) mieściła się cegielnia, pracująca na potrzeby Twierdzy Toruń. Podczas II wojny światowej w cegielni mieścił się obóz dla wywiezionych na roboty mieszkańców terenów podbitych. W obozie przebywali robotnicy pochodzenia czeskiego, francuskiego, słowackiego i ukraińskiego. Na miejscu baraków obozowych w latach 60. wybudowano osiedle Nowy Podgórz. Obok cegielni mieścił się schron batalionu piechoty z czasów pruskich. W 1951 roku schron batalionu przekształcono w Pomorskie Zakłady Jajczarsko-Drobiarskie. Po 1989 zakład podległ przekształceniu. Nazwę firmy dwukrotnie zmieniono: najpierw na Poldrob, pod koniec lat 90. na Drosed. Jako Drosed firma przeniosła się do nowoczesnego zakładu przy ulicy Poznańskiej 290/292, która w 2008 roku spłonęła.

## Słup graniczny
W pobliżu kościoła Świętych Apostołów Piotra i Pawła mieścił się słup graniczny, wyznaczający granicę między Piaskami a Podgórzem. Ważył ok. 400 kg. Oryginalny słup zdemontowano w 2007 roku podczas robót kanalizacyjnych. Obecnie na dawnym miejscu znajduje się replika granicznego znaku, postawiona z inicjatywy historyka-regionalisty Tadeusza Zakrzewskiego.